# Wodospady Khone Phapheng
Wodospady Khone Phapheng (laot. ນ້ຳຕົກຕາດຄອນພະເພັງ) – wodospady w prowincji Champasak na rzece Mekong w południowym Laosie, w pobliżu granicy z Kambodżą. Ich szerokość, sięgająca 10 783 m, daje im pod tym względem pierwsze miejsce w świecie. 
Wodospady Khone Phapheng są największe w Azji Południowo-Wschodniej i są najważniejszym powodem, że Mekong nie jest w pełni żeglowny. Cechami charakterystycznymi tych wodospadów są tysiące wysp i ogromna liczba odnóg rzecznych, dzięki którym obszar ten zyskał nazwę Si Phan Don, czyli krainy 4000 wysp. 
Całkowity spadek wynosi 21 m, a bystrza ciągną się na długości 9,7 km. Średni przepływ w strefie wodospadów wynosi ponad 11000 m³/s.

## Próby nawigacji
Wodospady Khone Phapheng są zasadniczą przyczyną faktu, że Mekong nie stał się pełnowartościową drogą wodną do Chin. Pod koniec XIX w. francuscy kolonialiści wielokrotnie podejmowali próby żeglugi przez wodospady, ale ich wysiłki nie powiodły się. Niepowodzenia te doprowadziły do budowy linii kolei wąskotorowej Don Det – Don Khon, łączącej wyspy Don Det i Don Khon.

## Dzika przyroda
Ryba Hemimyzon khonensis z rodzaju przylgowatych została sklasyfikowana na podstawie tylko jednego okazu napotkanego w Mekongu w rejonie wodospadów Khone Phapheng. Wodospady są zamieszkiwane przez pangaza, zagrożoną rybę z rzędu sumokształtnych, uważanego z największą rybę słodkowodną na świecie. Przypuszcza się, że pangaz osiąga długość do 3 m i waży do 350 kg. 

## Galeria

Wodospady Khone Phapheng
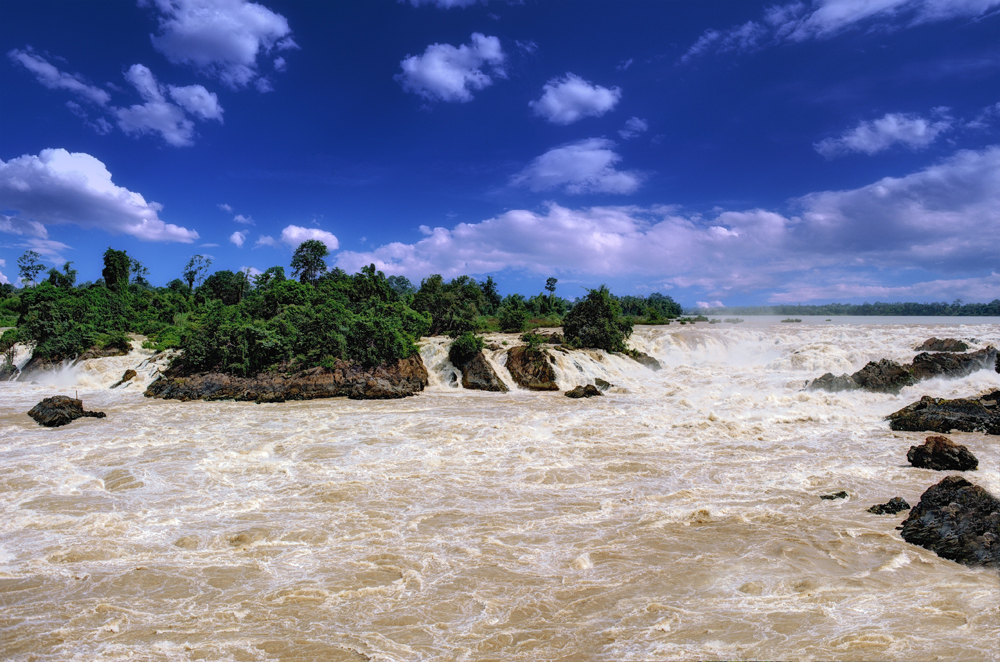
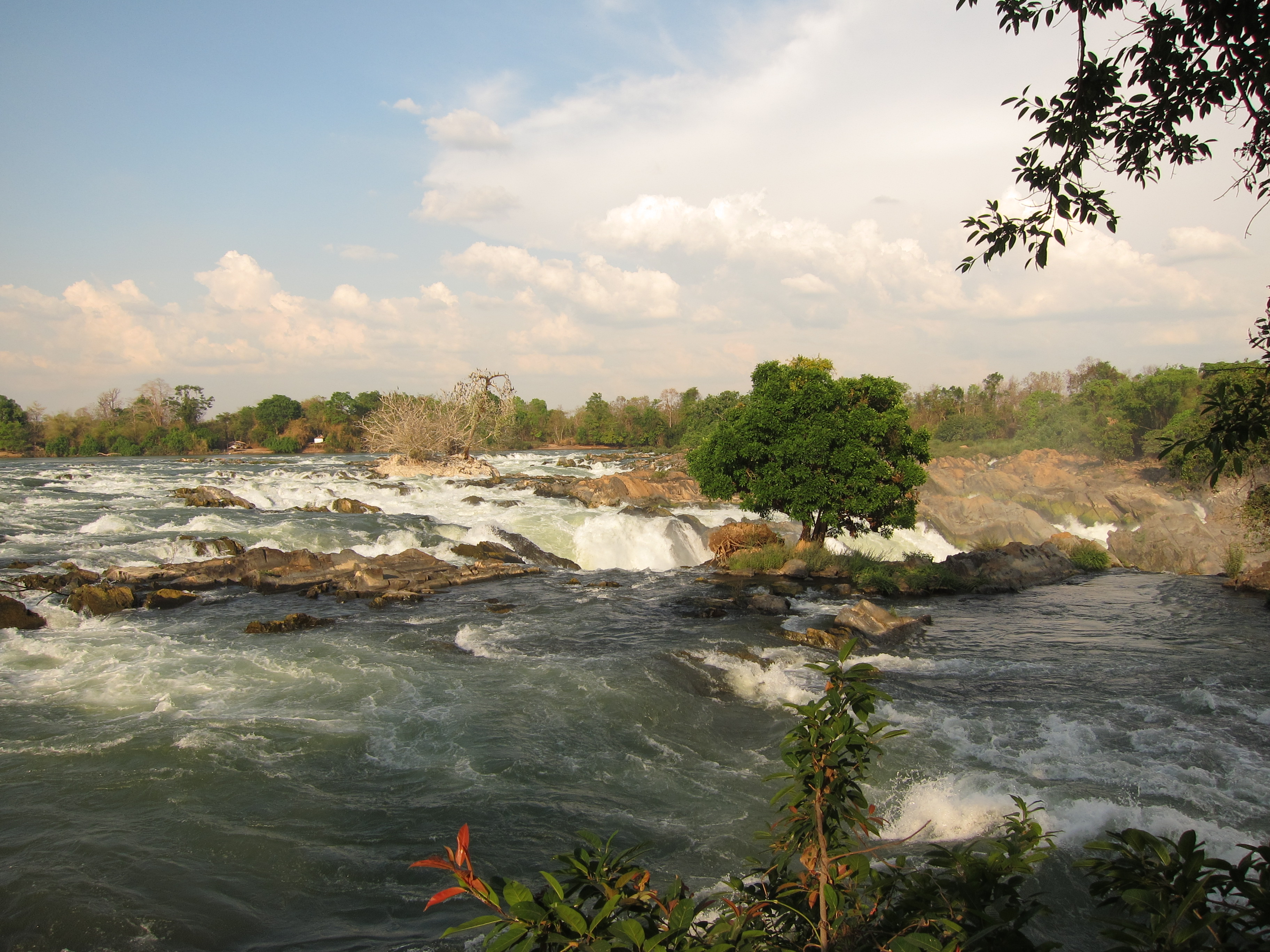
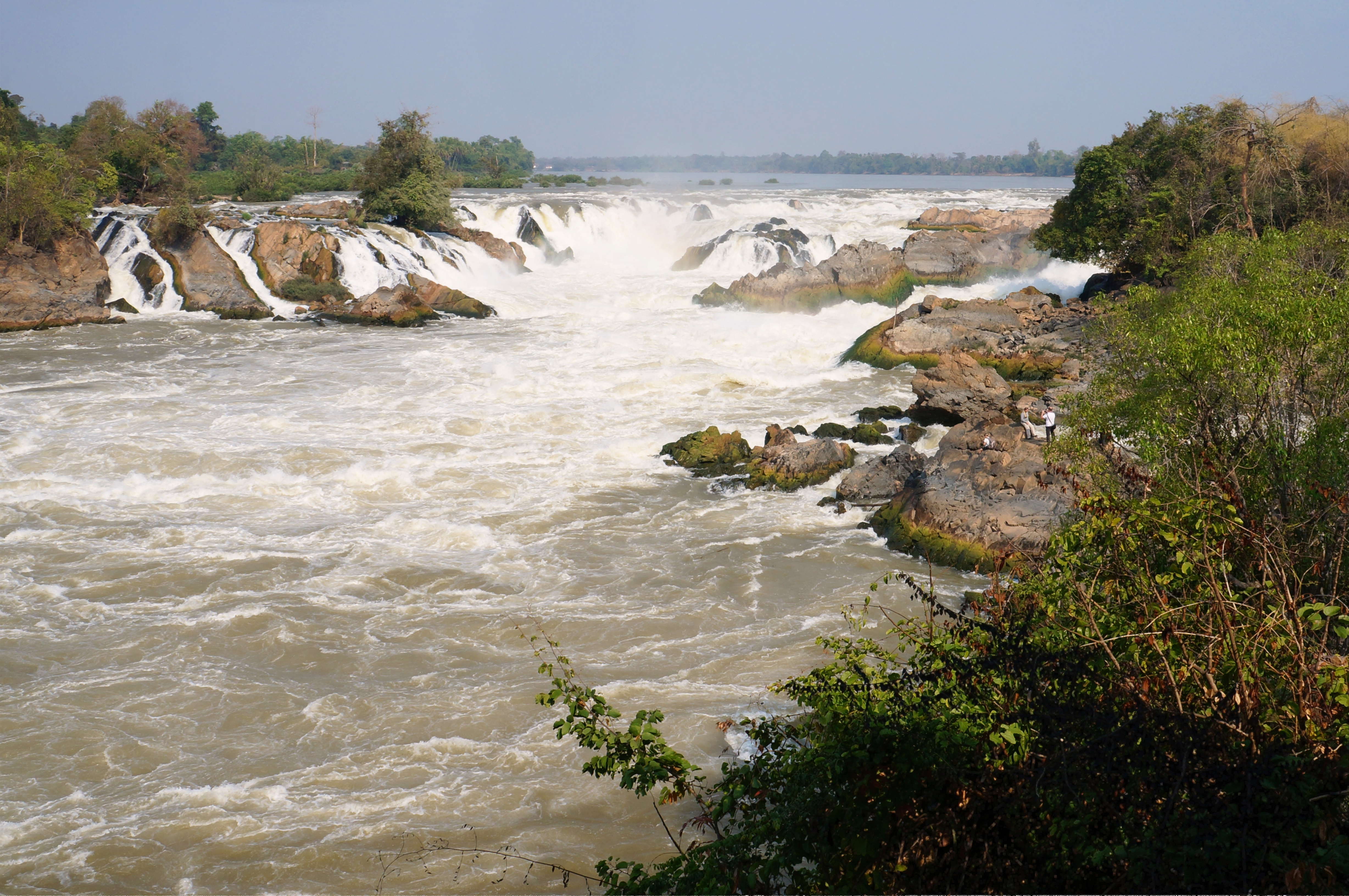
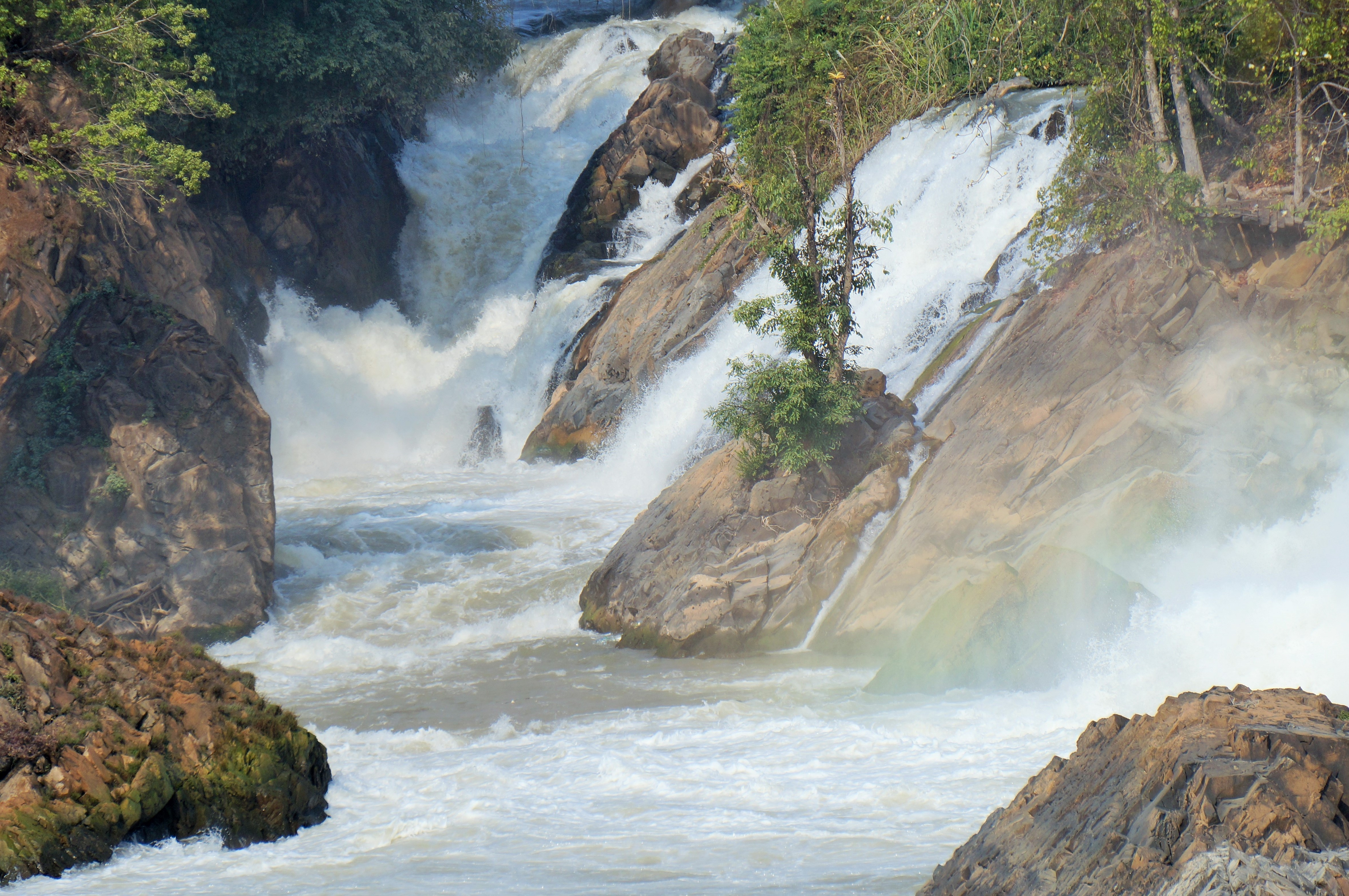